# Colpo di Stato in Iraq del 1941
Il colpo di Stato in Iraq del 1941 (in arabo ثورة رشيد عالي الكيلاني‎?), detto anche colpo di stato di Rashid Ali Al-Gaylani o colpo del Quadrato d'oro, fu un colpo di stato nazionalista e pro-nazista avvenuto in Iraq il 1 aprile 1941 che riuscì a detronizzare il reggente filo-britannico 'Abd al-Ilah ed il suo primo ministro Nuri al-Said installando al suo posto Rashid Ali al-Gaylani come primo ministro del nuovo governo.
Il colpo di stato venne portato avanti da quattro tra i principali generali nazionalisti dell'esercito, appartenenti tutti al movimento del "Quadrato d'oro", che intendevano utilizzare la guerra come pretesto per la piena indipendenza dell'Iraq dopo la prima garanzia di una indipendenza limitata nel 1932. Il gruppo collaborò con l'intelligence tedesca nazista ed accettò l'assistenza militare di Germania ed Italia. Il cambio del governo portò all'invasione inglese dell'Iraq ed all'occupazione sino al 1947.

## Il colpo di stato
Dal 1939 al 1941 il governo filo-britannico capeggiato dal reggente 'Abd al-Ilah e dal primo ministro Nuri as-Said resse le sorti dell'Iraq. L'Iraq diminuì le proprie relazioni diplomatiche con la Germania dal 5 settembre 1939 a seguito dello scoppio della seconda guerra mondiale in Europa. Ad ogni modo, Nuri si era mosso con massima cautela tra le sue relazioni con gli inglesi e la dipendenza di molti membri dell'esercito e del gabinetto di governo dalle relazioni con la Germania nazista. In quel tempo, l'Iraq divenne rifugio di molti capi arabi provenienti dal Mandato britannico della Palestina come risultato della fallita rivolta araba in Palestina contro gli inglesi. Tra le figure chiave che giunsero vi era anche il gran mufti di Gerusalemme, Haj Amin al-Husseini, il leader nazionalista arabo della fallita rivolta.
Il Quadrato d'oro lanciò il proprio colpo di stato il 1 aprile 1941, detronizzando il reggente ed installando al suo posto Rashid Ali al-Gaylani come primo ministro. Haj Amin al-Husseini fu uno degli orchestratori del colpo di stato di Rashid Ali, col supporto ed il foraggiamento dei nazisti.

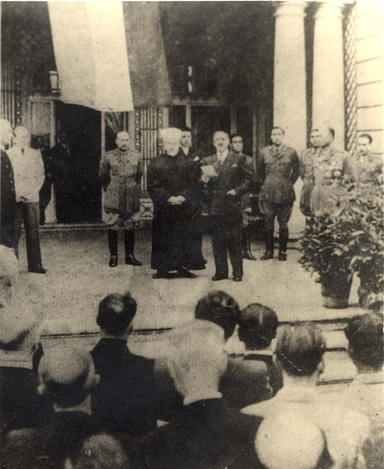
Al Husseyni in Iraq al primo anniversario del colpo di Stato

## La risposta inglese

### Le forze imperiali inviate a sedare la rivolta
Il 18 aprile, la Gran Bretagna reagì inviando la Indian 20th Infantry Brigade a Basra, i primi elementi della cosiddetta Iraqforce. La Gran Bretagna agì in virtù del trattato di difesa concordato nel 1930. Questo trattato essenzialmente era stato deciso dagli inglesi senza negoziati e concedeva ad essi poteri illimitati di stazionare e/o far transitare truppe in Iraq senza consultare il governo locale.

### L'assedio di Habbaniya
Nei giorni successivi, il nuovo governo iracheno iniziò a mobilitare le proprie forze tra cui una brigata di fanteria, una di artiglieria e 12 carri armati verso il plateau sovrastante la base di RAF Habbaniya, una grande base aerea inglese presso il fiume Eufrate, a 50 km ad ovest di Baghdad. Al loro arrivo, gli iracheni chiesero agli inglesi di non muovere né le loro truppe né i loro velivoli fuori dalla base. Gli inglesi risposero dapprima chiedendo agli iracheni di lasciare l'area e poi, dopo l'ultimatum del 2 maggio, lanciarono un attacco. La base disponeva di 96 aerei da guerra leggeri. In loco stazionava anche il King's Own Royal Regiment (Lancaster), sei compagnie dei arruolati assiri (truppe addestrate dagli inglesi), 18 carri armati ed una compagnia di personale della RAF per un totale di 2200 uomini a difendere la base. La Royal Iraqi Air Force, pur disponendo di mezzi moderni inglesi, italiani e statunitensi, non riuscì a sconfiggere le forze della RAF. Al secondo giorno di combattimenti (3 maggio), giunsero sul posto quattro bombardieri Bristol Blenheim.
Con gli inglesi ora in vantaggio a livello di superiorità di forze aeree, l'esercito iracheno venne costretto a fare ritorno a Fallujah e la RAF poté quindi attaccare le basi irachene di Mosul e Rashid. Habbaniya aveva sostanzialmente rotto l'assedio con risorse proprie.
I rinforzi, ufficialmente chiamati "Iraqforce", giunsero da due direzioni. Gli inglesi e la legione araba giunsero in due colonne (Habforce e Kingcol) attraverso il deserto dalla Palestina e dalla Transgiordania. Altre forze giunsero dall'India a Basra.
L'esercito iracheno venne respinto da Fallujah ed inseguito a Baghdad, dove cadde nel giro di una settimana. Questo ovviamente portò al restauro dell'ex reggente e del governo filo-inglese. L'occupazione britannica continuò sino al 1947.

## Supporto tedesco ed italiano ai nazionalisti iracheni

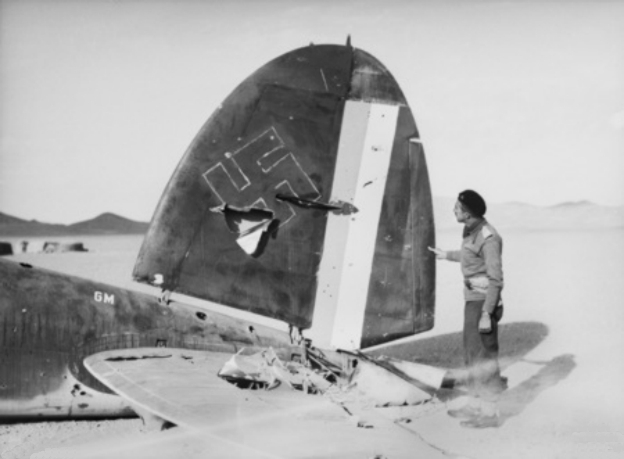
Coda di un aereo bombardiere Heinkel He 111 con lo stemma tedesco ed iracheno

Nel corso della guerra in Iraq, rinforzi minori ai nazionalisti pervennero tramite la Germania e l'Italia. Al loro arrivo i bombardieri vennero dipinti coi colori iracheni. Un piccolo numero di bombardieri della Luftwaffe oltre ad alcuni biplani ormai obsoleti della Regia Aeronautica italiana giunsero a Mosul e si portarono verso la base di Habbaniya, rivelando per tempo le forze inglesi in arrivo dalla Transgiordania. Ebbero comunque un ruolo del tutto marginale negli scontri.
La Francia di Vichy col mandato in Siria e Libano aiutarono i nazionalisti provvedendo stazioni aeree e di rifornimento. Anche dopo la fine della campagna militare in Iraq, vi furono degli attacchi della RAF alle basi francesi in Siria. Nel poche settimane successive gli inglesi invasero la Siria ed il Libano nella campagna siro-libanese.